# مرار (بعدان)

تعديل مصدري - تعديل

مرار هي إحدى قرى عزلة الحرث بمديرية بعدان التابعة لمحافظة إب، بلغ تعداد سكانها 475 نسمة حسب تعداد اليمن لعام 2004.